# Melvin Seals
Melvin Seals (San Francisco, 27 september 1953) is een Amerikaanse zanger, pianist en organist (rock, jam, jazz), het meest bekend als oudlid van de Jerry Garcia Band.

## Biografie
Melvin Seals begon op 8-jarige leeftijd piano te spelen en begon zijn muzikale avontuur met het spelen van gospelmuziek bij zijn lokale kerk. In de loop van de volgende jaren sloot hij zich aan bij enkele verschillende bands in San Francisco en werd hij bedreven in het spelen van andere keyboards, met name het elektrische orgel, dat hij het grootste deel van zijn muzikale carrière zou spelen. Hij nam op en voerde uit met artiesten, zoals Charlie Daniels, Elvin Bishop en Chuck Berry.
In 1980 werd Melvin Seals lid van de Jerry Garcia Band en bleef lid tot aan diens overlijden in 1995. Hij had de op twee na langste aanstelling in de band naast Garcia en bassist John Kahn, die lid was geweest voor de hele geschiedenis van de band. Na de dood van Garcia en Kahn in respectievelijk 1995 en 1996 formeerde Seals JGB, waarmee hij tot op de dag van vandaag optreedt. JGB is in wezen de Jerry Garcia band zonder Jerry en heeft als doel de erfenis van de band voort te zetten.
Andere projecten waarbij Seals was betrokken, zijn onder meer The Mix met gitarist John Kadlecik en bassist Kevin Rosen en Steve Kimocks Crazy Engine met Steve Kimock. Het oorspronkelijke idee voor het project was om origineel materiaal uit te voeren.
Op 30 juli 2004 was Seals het eerste lid van de Jerry Garcia Band, dat een muziek- en campingfestival in de open lucht noemde ter ere van Jerry Garcia, genaamd Grateful Garcia Gathering. Melvin Seals en JGB-leden in dat jaar waren Stu Allen en John Kadlecik. Jerry Garcia Band drummer David Kemper trad in 2007 toe tot Melvin Seals & JGB. Tot nu toe waren andere muzikanten/vrienden van Jerry onder meer Donna Jean, Mookie Siegel, Pete Sears, G.E. Smith, Barry Sless, Mark Karan, Mike Lawson, Dave Hebert.
In 2005 bracht Seals zijn eerste solo-cd Melting Pot uit.
Seals speelde twee concerten met Phil Lesh & Friends in het Capitol Theatre in Port Chester, New York op 28 en 29 mei 2016. Dit betekende de eerste samenwerking van Seals met Phil Lesh & Friends. Seals had eerder alleen gespeeld met Lesh op twee Jerry Garcia Band concerten in de jaren 1980, toen Lesh inviel voor hun vaste bassist John Kahn.
In 2017 toerde Seals met Oteil Burbridge op zijn Oteil & Friends toer, die zich uitstrekte tot begin 2018.

## Discografie
- 1977: Raisin' Hell – Elvin Bishop
- 1982: Run for the Roses – Jerry Garcia
- 1991: Jerry Garcia Band – Jerry Garcia Band
- 1997: How Sweet It Is – Jerry Garcia Band
- 1998: Welcome to Our World – JGB
- 2001: Shining Star – Jerry Garcia Band
- 2004: Pure Jerry: Lunt-Fontanne, New York City, October 31, 1987 – Jerry Garcia Band
- 2004: Pure Jerry: Lunt-Fontanne, New York City, The Best of the Rest, October 15–30, 1987 – Jerry Garcia Band
- 2005: Pure Jerry: Merriweather Post Pavilion, September 1 & 2, 1989 – Jerry Garcia Band
- 2005: Live at Shoreline 9/1/90, DVD – Jerry Garcia Band
- 2005: Melting Pot – Melvin Seals
- 2006: Pure Jerry: Coliseum, Hampton, VA, November 9, 1991 – Jerry Garcia Band
- 2006: Keepers of the Flame – JGB
- 2013: Garcia Live Volume Two – Jerry Garcia Band
- 2013: Fall 1989: The Long Island Sound – Jerry Garcia Band
- 2015: On Broadway: Act One – October 28th, 1987 – Jerry Garcia Band
- 2017: Garcia Live Volume Eight – Jerry Garcia Band
- 2018: Garcia Live Volume 10 – Jerry Garcia Band
- 2019: Electric on the Eel – Jerry Garcia Band
- 2019: Garcia Live Volume 11 – Jerry Garcia Band
- 2020: Garcia Live Volume 13 – Jerry Garcia Band